# Alf Landon
Alf Landon, właśc. Alfred Mossman Landon (ur. 9 września 1887, zm. 12 października 1987) – amerykański polityk, kandydat Partii Republikańskiej na urząd prezydenta USA podczas wyborów w 1936 roku.

## Wczesne lata
Urodzony w West Middlesex w Pensylwanii Landon mieszkał przez pewien czas w Ohio, zanim nie przybył, w wieku lat 17, do Kansas.
Tutaj ukończył szkołę i studia (na stanowym uniwersytecie w roku 1908). Pracował pewien czas w sektorze bankowym, ale w roku 1912 został niezależnym przedsiębiorcą naftowym. W okresie I wojny światowej służył w US Army (w stopniu porucznika jako specjalista w zakresie chemii). W latach 20. jego interesy szły tak dobrze, że został milionerem.

## Kariera polityczna

### Pierwsze kroki
Landon już od dawna interesował się polityką. Uważał się za republikanina, ale i za członka liberalnego skrzydła tej partii. W roku 1912 popierał byłego prezydenta Theodore’a Roosevelta, kiedy ten ponownie ubiegał się o zajęcie miejsca w Białym Domu. Republikanie odmówili mu jednak swej powtórnej nominacji. Mimo to Roosevelt kandydował z ramienia trzeciej Partii Postępowej, zajmując drugie, po demokracie Woodrowie Wilsonie, a przed republikaninem i urzędującym prezydentem Williamem H. Taftem, miejsce.
Jakiś czas potem Landon był już uznanym przywódcą liberalnego skrzydła republikanów w stanie. W roku 1922 był osobistym sekretarzem ówczesnego gubernatora Henry’ego Justina Allena. Kolejny szczebel w karierze pokonał w roku 1928, zostając szefem wszystkich kampanii republikańskich w stanie.

### Gubernator

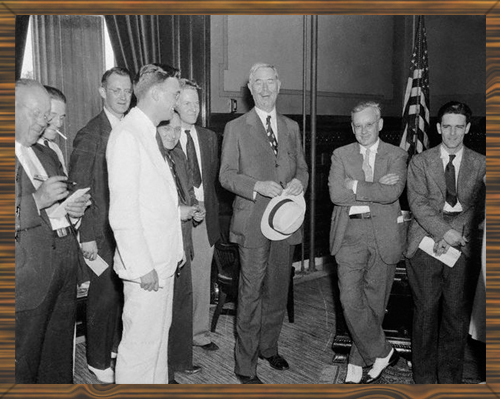
Landon w okresie pełnienia funkcji gubernatora

W roku 1932, tym samym w którym prezydentem wybrano Franklina D. Roosevelta, Landon został gubernatorem Kansas. Jako gubernator popierał znaczną część reform Nowego Ładu, ale stał w opozycji wobec związków zawodowych.
W roku 1934 wybrano go ponownie, na drugą dwuletnią kadencję. Był wtedy jedynym republikańskim gubernatorem w kraju, który uzyskał reelekcję. Uważano go wówczas za fiskalnego konserwatystę, ale przy okazji polityka, który popiera aktywną politykę społeczną rządu.

### Kandydat prezydencki

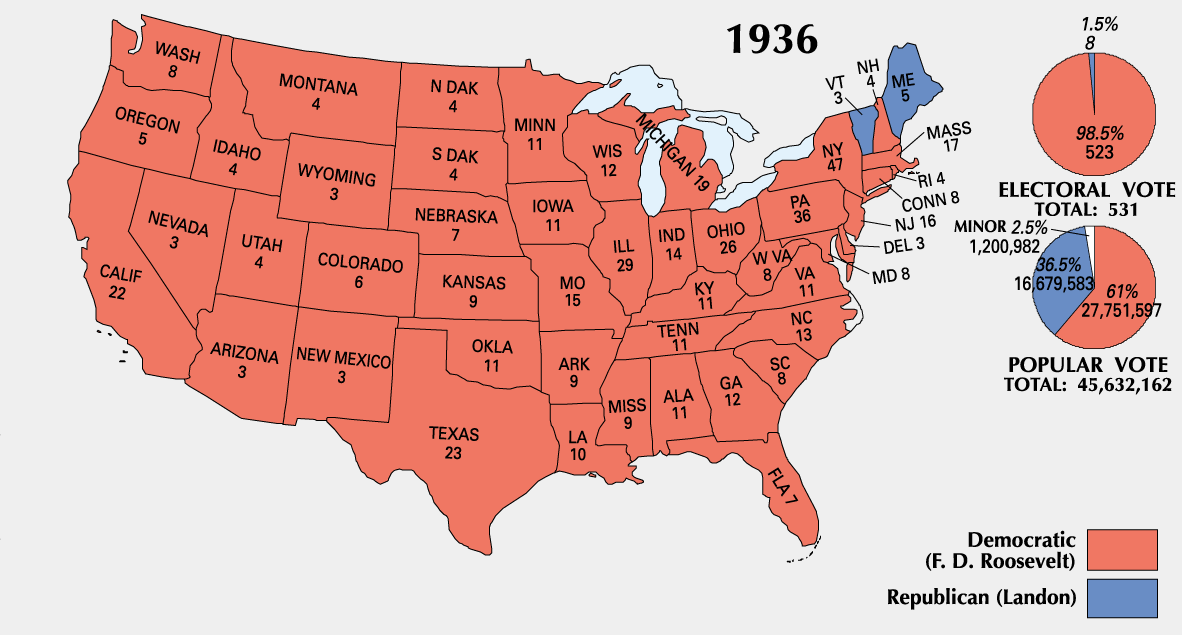
Rozkład głosów w czasie wyborów prezydenckich roku 1936

Landon w wyborach 1936 postanowił nie kandydować na trzecią kadencję. Konwencja republikanów mianowała go kandydatem na urząd prezydenta. Jego partnerem na liście został inny liberał, Frank Knox z Massachusetts.
Republikanie, których poprzedni kandydat, prezydent Herbert Hoover, skompromitował się mocno swoją konserwatywną polityką i obojętnością wobec Wielkiego Kryzysu, tym razem postanowili wybrać na swego reprezentanta człowieka o bardziej liberalnych poglądach. Również i dwaj następni kandydaci, Wendell Willkie i Thomas Dewey, też orientowali się na to skrzydło.
Landon miał o tyle trudną sytuację w kampanii, iż nie mógł krytykować reformy Nowego Ładu, które wcześniej popierał. W związku z tym praktycznie cały ciężar ataków na gabinet Roosevelta dźwigali republikańscy menedżerowie.
Kampania nie była porywająca, gdyż dość powszechnie przeczuwano wysokie zwycięstwo Roosevelta. Wybory w stanie Maine odbywały się wówczas nieco wcześniej i kiedy wygrał w nich Landon, republikanie uknuli hasło: jak poszło Maine, tak pójdzie reszta kraju.
Ale rachuby te nie sprawdziły się. W listopadzie Roosevelt uzyskał 523 głosów elektorskich. Wygrał też wybory we wszystkich stanach, z wyjątkiem Maine i Vermont, co pozwoliło szefowi Partii Demokratycznej i zarazem poczmistrzowi generalnemu, Jamesowi Farleyowi powiedzieć: jak poszło Maine, tak poszło Vermont.
Landon, po zakończeniu kadencji gubernatora, wycofał się z czynnego życia politycznego.

## Dalsze życie
W latach 30. nie zgadzał się z izolacjonistyczną polityką swojej partii. W czasie II wojny światowej sprzeciwiał się części programu Lend-Lease, zaś po niej poparł Plan Marshalla.
W roku 1962 nawoływał do przystąpienia Stanów Zjednoczonych do Wspólnoty Europejskiej.
W listopadzie 1962 roku, zapytany o swoją filozofię polityczną odpowiedział, że jest zwolennikiem praktycznego postępu. W latach 60. popierał program Wielkiego Społeczeństwa prezydenta Lyndona B. Johnsona.
W roku 1966 wygłosił pierwszy „odczyt Landona” (Landon Lecture) na uniwersytecie stanu Kansas. Tym samym zapoczątkował zwyczaj wygłaszania ich przez amerykańskie i światowe osobostości polityczne, w tym prezydentów.
Landon zmarł w Topece, 34 dni po swoich setnych urodzinach. Jest jednym z bardzo niewielu (obok np. Stroma Thurmonda) znanych polityków amerykańskich, którzy dożyli tak sędziwego wieku. W owym czasie był najstarszym żyjącym byłym gubernatorem stanowym w USA.

Jego córka, Nancy Landon Kassebaum, była senatorem z Kansas w latach 1978–1997.